# Ядлив морски таралеж
Echinus esculentus е вид морски таралеж от семейство Echinidae. Видът е почти застрашен от изчезване.

## Разпространение и местообитание
Разпространен е в Белгия, Великобритания, Дания, Ирландия, Испания, Нидерландия, Норвегия, Португалия, Франция и Швеция.
Обитава крайбрежията на морета. Среща се на надморска височина от 0 до 32,4 m.